# 西尔万·马雷夏尔
西爾萬·馬雷夏爾（法語：Sylvain Maréchal，發音：[silvɛ̃ maʁeʃal];；1750年8月15日—1803年1月18日），法国散文家、诗人、哲学家和政治理论家，他的观点预示着乌托邦社会主义和共产主义。他对未来黄金时代的看法有时被描述为乌托邦无政府主义。他是《巴黎革命》报纸的编辑。他曾参与真理之友会和平等派密谋。他于1801年的《平等宣言》（Manifeste des Égaux）中写到，他希望“贫富、大小、主仆、统治与被统治之间的恶心差别”能够永远消失。